# Supay
Na mitologia inca Supay era Deus das trevas, que foi mais tarde considerado pelos espanhóis como o diabo.